# Spradow
Spradow [ʃpʁaːdoː] ist einer der zwölf Stadtteile der Stadt Bünde im Kreis Herford im Nordosten von Nordrhein-Westfalen. Mit seinen rund 4900 Einwohnern (Stand 31. März 2022) gehört Spradow nach Bünde-Mitte und Ennigloh zu den drei größten Stadtteilen Bündes.

## Geografie
Spradow wird im Norden durch den Bünder Stadtteil Dünne sowie den Ortsteil Klosterbauerschaft der Gemeinde Kirchlengern begrenzt. Im Osten bildet die Stadtgrenze Bündes zu Kirchlengern bzw. Quernheim gleichzeitig die Stadtteilgrenze Spradows. In südlicher Richtung bildet die Else eine natürliche Grenze (Elseaue), an deren südlichem Ufer Bünde-Mitte und Südlengern beginnen. Im Westen des Stadtteils schließt sich, begrenzt durch den Gewinghauser Bach, Ennigloh an. Von Norden nach Süden lässt sich Spradow in folgende Unterglieder einteilen: Reinkenort, Knolle, Spradowerheide, Spradowerbach und Obrock (größtenteils zu Kirchlengern).
Naturräumlich ist Spradow ein leicht abschüssiges Gebiet, das durch die für die Ravensberger Mulde typische Hügellandschaft geprägt ist und vorwiegend für die Landwirtschaft genutzt wird. Im Norden (bedingt durch die Ansätze des Wiehengebirges) erreicht Spradow eine Höhe von rund 110 m ü. NHN, während im Süden (Richtung Elesaue) der niedrigste Punkt bei etwa 60 m ü. NHN liegt. Spradow wird von einigen kleineren Bächen durchzogen, die alle in die Else münden. Der größte dieser Bäche heißt Ostbach.

## Geschichte
Das Dorf Spradow wird urkundlich erstmals im Jahr 1151 erwähnt. Der Paderborner Bischof Bernhard I. bestätigt in einer Urkunde, dass 64 Landgüter, darunter Spradow, dem Herforder Nonnenstift auf dem Berge (Marienstift) gehören. Das Dorf ist allerdings sehr viel älter. Das Damenstift wurde bereits 1011 von der Äbtissin Godesti (Godesdiu) von der Herforder Fürstabtei gegründet. Dazu stattete sie das neue Tochterkloster mit diesen 64 Landgütern zur Sicherung der wirtschaftlichen Basis aus. Das Dorf Spradow muss also schon im Jahr 1011 bestanden haben, da es zur Grundausstattung des Klosters gehörte. Der älteste Siedlungskern Spradows reicht bis in altsächsische Zeit (8. bis 12. Jh.) zurück. Es waren anfangs wenige unregelmäßig aber im räumlichen Zusammenhang stehend angelegte Hofstätten (sog. Drubbel). Man baute auf trockenem, hochwasserfreiem Grund, in der Nähe einer Wasserstelle und am unteren Hang einer lößbedeckten Kuppe, dem sogenannten Esch, der die zentrale Feldflur bildete. In Spradow ist das der Bereich zwischen Ostbach (Mühlenbach) und Eselsbach. In die Zeit der Sachsenkriege fällt die Gründung der Meierhöfe, die als militärische Stützpunkte der Franken die Verwaltung des Landes sichern sollten. In Spradow wurde der Hof des Sippenältesten zum Meierhof ausgestaltet. Dicht daneben wurde eine Kapelle errichtet.
Der Name des Ortes lautet in der von Bischof Bernhard I. ausgestellten Urkunde „Spredow“. Er leitet sich von den urgermanischen Wörtern spraedan (dt. „ausbreiten“, „spreizen“) und auwe (germanisch „ahwo“, dt. „fließendes Wasser“) ab, kann also als „ausgebreitete Aue“ übersetzt werden. Das w am Ende von Spradow ist ein stummes Dehnungszeichen und wird nicht gesprochen, sondern verlängert das vorhergehende o. Die Entwicklung ist unabhängig von der Endung -ow in slawischen Orts- und Familiennamen. Die heutige Schreibweise wurde Anfang des 19. Jahrhunderts standardisiert, in der NS-Zeit wurden allerdings Stimmen laut, das „wendisch“ anmutende Auslaut-w zu tilgen.
Spradow gehörte territorial, zusammen mit dem benachbarten Dünne, seit sächsischer Zeit dem Hochstift Minden an. Seit dem 16. Jahrhundert war es Teil des Amtes Reineberg und darin der  Vogtei Quernheim. Zusammen mit dem gesamten Hochstift (fortan als Fürstentum Minden) fiel es im Zuge des Westfälischen Friedens 1648 an den Kurfürsten von Brandenburg und damit letztlich an Preußen. Bis dahin war die Grenze zur benachbarten Grafschaft Ravensberg westlich von Spradow und Dünne mitten durch das heutige Bünde verlaufen. Diese wurde erst 1719 mit der gemeinsamen Verwaltung von Minden und Ravensberg im preußischen Minden-Ravensberg gänzlich bedeutungslos. Die Grundherrschaft in Spradow übten vor allem das Stift Quernheim sowie die Abtei und das Stift auf dem Berge zu Herford aus, bis die Leibeigenschaft 1808 im durch Napoléon geschaffenen Königreich Westphalen, zu dem auch Minden-Ravensberg gehörte, endete. Während die Kirche Spradow immer schon der Kirche in Bünde angehörte, wurde Spradow territorial erstmals im Kanton Bünde des Königreichs Westphalen von Bünde aus verwaltet. 1811 wurde Spradow durch Napoléon der Mairie (Bürgermeisterei) Bünde im Département de l’Ems-Supérieur (Oberemsdepartement) zugeschlagen und gehörte damit bis 1813 dem Kaiserreich Frankreich an, was die Spradower zu Bürgern Frankreichs machte. Nachdem die Landeshoheit nach den Befreiungskriegen wieder auf Preußen übergegangen war, wurde Minden-Ravensberg der neuen Provinz Westfalen eingegliedert. So verblieb Spradow bei Preußen, zunächst als Bauerschaft, ab 1843 als Gemeinde im Amt Bünde, nach dem Austritt der Stadt Bünde 1902 im Amt Ennigloh. Nach dem Zweiten Weltkrieg, der in Spradow am 3. April 1945 mit Einmarsch der 5. US-Panzerdivision endete, kam Spradow in die Britische Besatzungszone und 1946 in das neu gegründete Bundesland Nordrhein-Westfalen. Am 1. Januar 1969 wurde Spradow im Zuge der kommunalen Neugliederung nach Bünde eingemeindet.

## Einrichtungen

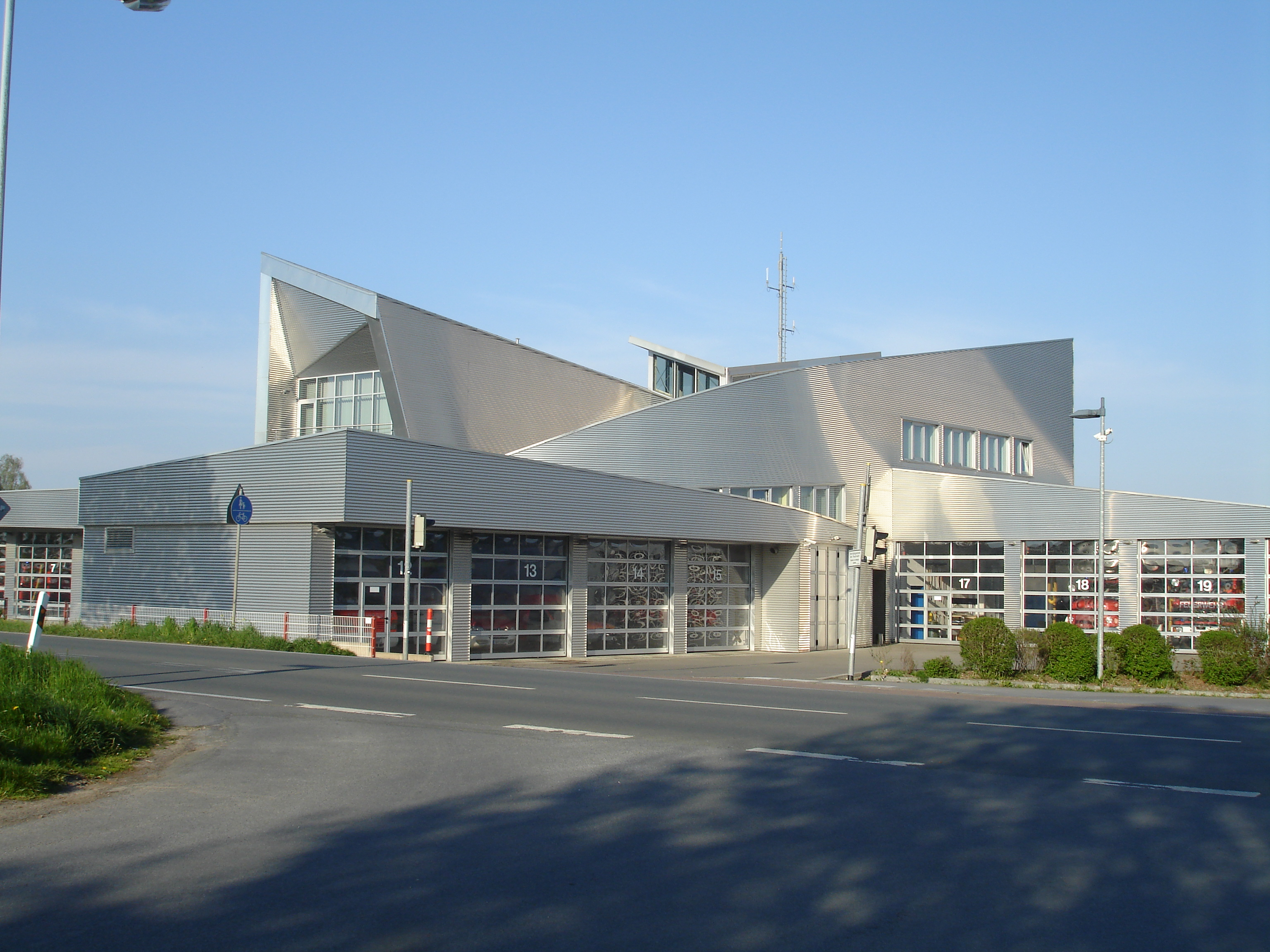
Die Feuerwache Mitte in Spradow

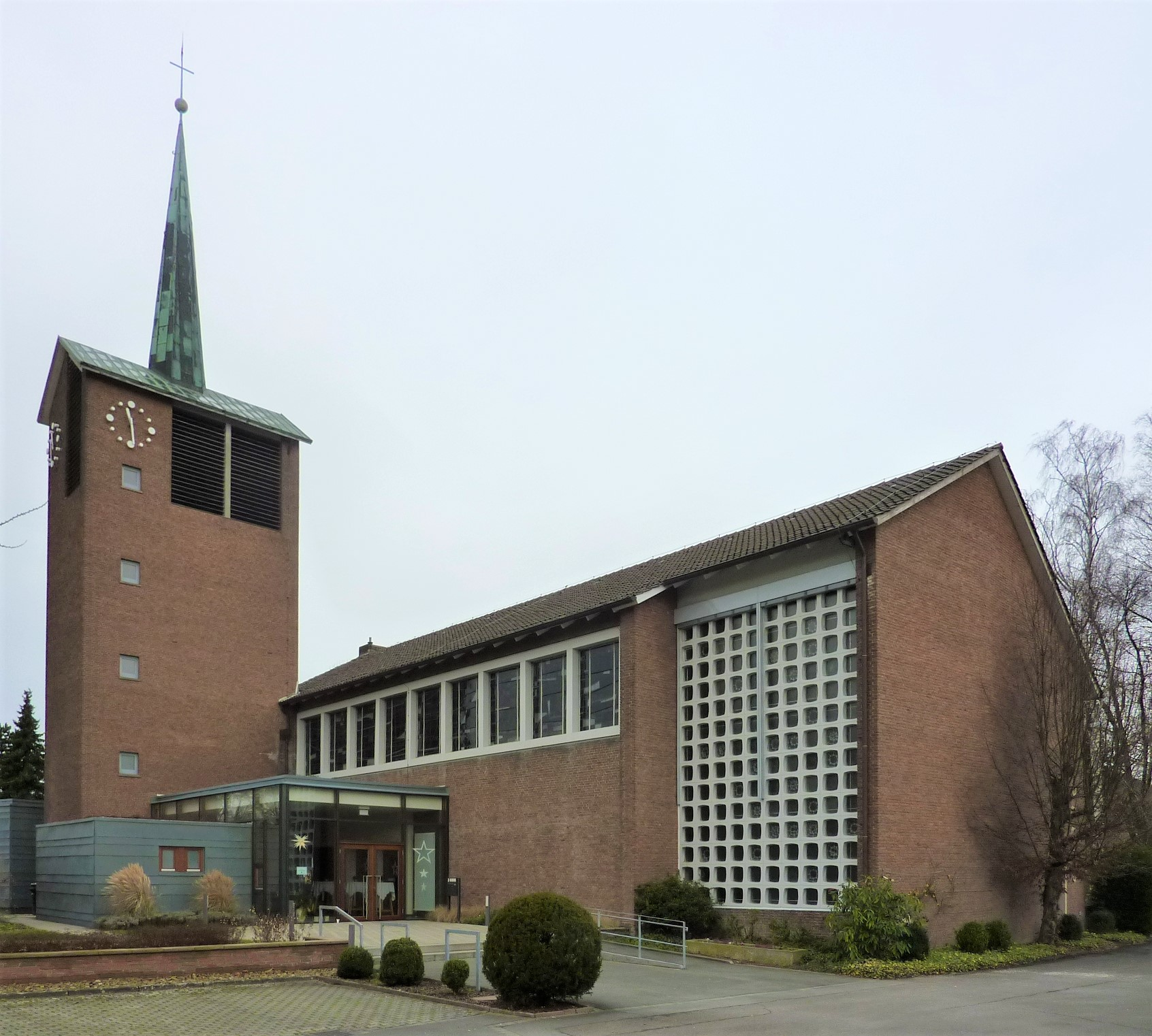
Die Christuskirche in Spradow

In Spradow gibt es eine evangelisch-lutherische Kirchengemeinde mit einer dazugehörigen Kirche (Christuskirche). Nicht weit davon befinden sich ein Aschesportplatz und eine Sporthalle, in der der Handballverein HSG TuS/EK Spradow spielt und trainiert.

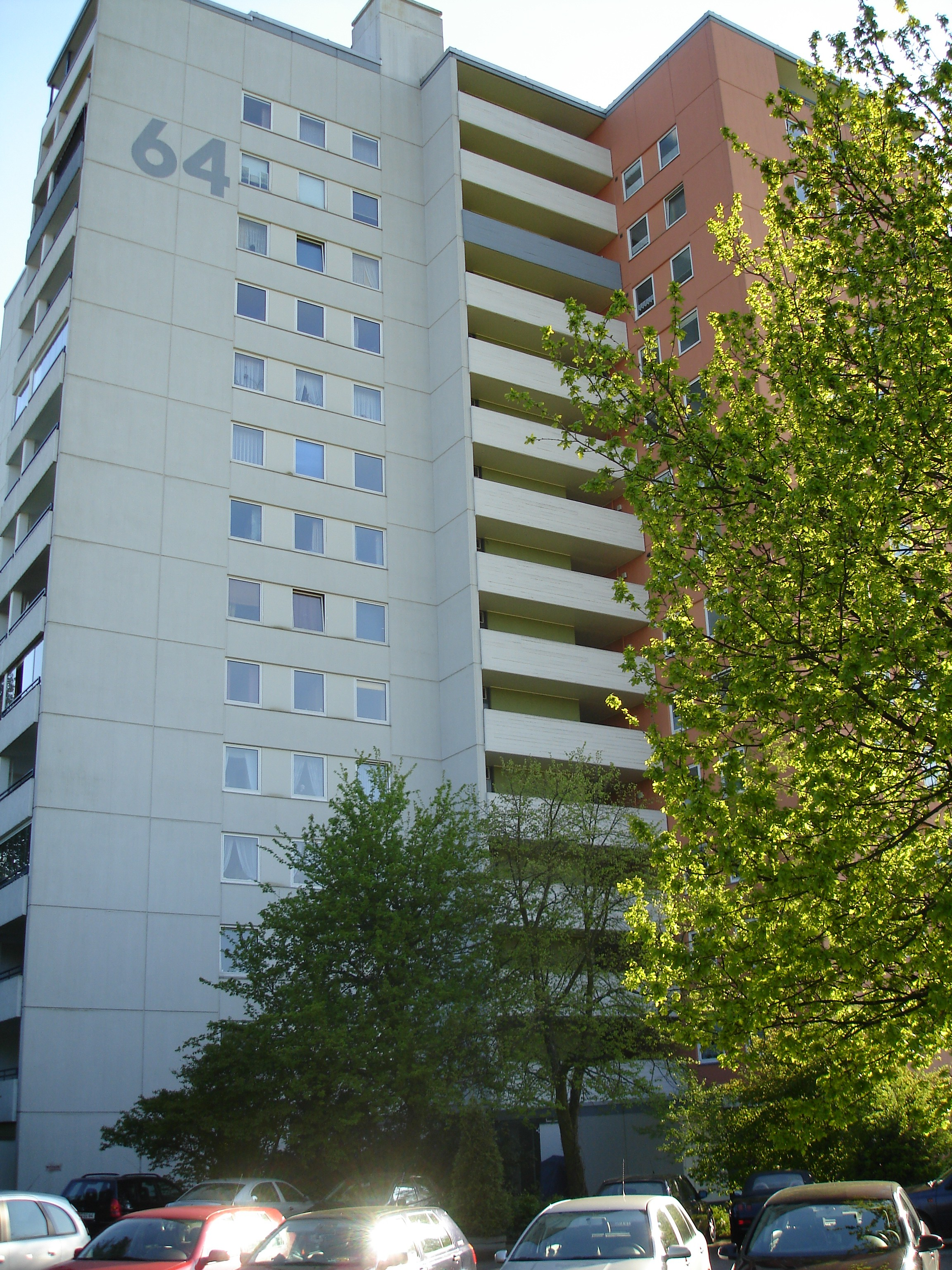
Das Spradower Hochhaus

Des Weiteren befindet sich in Spradow seit 1983 eine Psychiatrische Tagesklinik (siehe auch Klinikum Herford), in der eine teilstationäre Behandlung von Menschen mit seelischen und suizidalen Krisen sowie psychischen Erkrankungen stattfindet. Unweit davon befindet sich die Feuerwache Mitte, die im Grenzgebiet zwischen Spradow und Dünne liegt. Zum einen ist sie Hauptwache der Stadt Bünde und zum anderen ist sie für den Innenstadtbereich und Teile von Ennigloh zuständig. Wiederum nicht weit davon entfernt befindet sich das so genannte Spradower Hochhaus, welches eines der höchsten Gebäude der Umgebung ist.
Im Westen Kirchlengerns und teilweise im Osten Spradows errichtete die in Kirchlengern ansässige Hettich Unternehmensgruppe von 2003 bis 2006 ein neues Hochregallager und Logistikzentrum. Im Zusammenhang damit mussten neue Verkehrswege für den intensiveren Lastkraftverkehr geschaffen werden, was zu einer stärkeren Anbindung Spradows an das Verkehrsnetz der Bundesstraße 239 führte. Im Laufe der Zeit ist das Gewerbegebiet weiter angewachsen, sodass es den Osten des Stadtteils stark prägt.
Im Gebiet der Elseaue befindet sich die einzige Kläranlage in Bünde. Nach dem Brand eines nahe gelegenen Bauernhofes, bei dem dieser zerstört wurde, konnte 1996 mit einer Sanierung und Erweiterung der Anlage begonnen werden, die im Dezember 1997 abgeschlossen wurden. Direkt neben der Kläranlage verläuft die Bahnstrecke Löhne–Rheine. Trotz des dadurch entstehenden Lärms und dem markanten Geruch verursacht durch die landwirtschaftliche Nutzung und die Kläranlage, wird die Elseaue von Spaziergängern und Radfahrern stark genutzt, da dort auch ein Fußweg verläuft, der Bünde und Kirchlengern verbindet und einen Teil des Else-Werre-Radweges darstellt.

## Hausstätten- und Höfeliste um 1820
| Haus-Nr. | Gründungsname    | weitere Namen (Rufnamen) |
| -------- | ---------------- | ------------------------ |
| 1        | Trampe           |                          |
| 2        | Wilmsmeyer       | Wilhelm zu Knolle        |
| 3        | Meyer zu Knolle  | Meyer                    |
| 4        | Knollmann        |                          |
| 5        | Johann zu Knolle | Knollmann                |
| 6        | Möllendor        | Uthoff                   |
| 7        | Schmieding       |                          |
| 8        | Utthof           |                          |
| 9        | Kleinemeier      | Ninaber                  |
| 10       | Grothaus         |                          |
| 11       | Clausmeyer       |                          |
| 12       | Röfekamp         | Röbekamp                 |
| 13       | Röhr             |                          |
| 14       | Weitkamp         | Wetkamp                  |
| 15       | Weitkamp         |                          |
| 16       | Wellensiek       |                          |
| 17       | Pahle            | Pohle                    |
| 18       | Nortdreker       | Nortdreker               |
| 19       | Schwarze         | Schwarte                 |
| 20       | Oepke            | Ebbeke                   |
| 21       | Hempelmann       | Hempel                   |
| 22       | Doebke           | Döpke                    |
| 23       | Kröger           | Lips Kröger zu Spradow   |
| 24       | Meyer zu Spradow | Meyer                    |
| 25       | Petring          | Knollmann                |
| 26       | Oberdiek         | Overdiek                 |
| 27       | Möhlmann         | Moelmann                 |
| 28       | Koetmann         |                          |
| 29       | Stüwer           |                          |
| 30       | Bloeden          |                          |
| 31       | Schinke          | Bergmann                 |
| 32       | Quernheim        |                          |
| 33       | Rüter            |                          |
| 34       | Rüter            |                          |
| 35       | Rüter            |                          |
| 36       | Feldhörster      |                          |
| 37       | Buschmann        |                          |
| 38       | Oepke            |                          |
| 39       | Bergmann         |                          |
| 40       | Vahle            |                          |
| 41       | Rodmeister       |                          |
| 42       | Kordkamp         |                          |
| 43       | Möhlmann         |                          |
| 44       | Bünermann        |                          |
| 45       | Achterbrock      |                          |
| 46       | Dustmann         |                          |
| 47       | Hoeke            |                          |
| 48       | Hippe            | Hölscher                 |
| 49       | Clausing         |                          |
| 50       | Von Hören        |                          |
| 51       | Lefhalm          |                          |
| 52       | Kleine Möhlmann  |                          |
| 53       | Möhlmann         |                          |
| 54       | Ellersiek        |                          |
| 55       | Heocke           |                          |
| 56       | Nordsiek         |                          |
| 57       | Kerkhoff         |                          |
| 58       | Krämer           |                          |
| 59       | Niederfeld       | Carel                    |
| 60       | Ortmeyer         |                          |
| 62       | Siekmann         |                          |
| 63       | Kleinemeyer      |                          |
| 64       | Korbmacher       | Korfmacher               |
| 65       | Schnittker       |                          |
| 66       | Nordsiek         |                          |
| 67       | Kerkhoff         |                          |
| 68       | Bünermann        |                          |
| 69       | Große Kirchhoff  |                          |
| 70       | Rösekamp         |                          |
| 71       | Grothaus         |                          |
| 72       | Knollmann        |                          |
| 73       | Karel            |                          |
| 74       | Karel            |                          |
| 75       | Elsemöller       |                          |
| 76       | Quernheim        |                          |
| 77       | Maschmann        | Marchmann                |
| 78       | Vogel            |                          |
| 79       | Kröger           |                          |
| 80       | Oepping          | Siekmeier                |
| 81       | frei             |                          |
| 82       | Meyer zu Spradow |                          |